# Cadre intégré renforcé
Le cadre intégré renforcé (CIR) est une structure de coopération créée sur l'initiative de l'Organisation mondiale du commerce et incluant plusieurs autres organisations internationales qui vise à aider les pays les moins développés. Outre l'OMC, le cadre intégré renforcé comprend le Fonds monétaire international (FMI), le Centre du commerce international (ITC), la Conférence des Nations Unies sur le commerce et le développement (CNUCED), le Programme des Nations Unies pour le développement (PNUD) et la Banque mondiale.
Le Cadre intégré renforcé (ou Enhanced Integrated Framework en anglais) a été créé en 1997 et élargi en 2006.